# 5007 Keay
Az 5007 Keay (ideiglenes jelöléssel 1990 UH2) a Naprendszer kisbolygóövében található aszteroida. Robert H. McNaught fedezte fel 1990. október 20-án.